# В'юник Андрій Олексійович
Андрій Олексійович В'ю́ник (12 грудня 1914, Білка — 10 лютого 2003, Київ) — український мистецтвознавець, художник і колекціонер; член Спілки радянських художників України з 1965 року.

## Біографія
Народився 29 листопада [12 грудня] 1914 року в селі Білці (нині Охтирський район Сумської області, Україна). Проходив службу в Червоній армії з 3 березня 1936 року. Брав участь у німецько-радянській війні. Нагороджений орденами Вітчизняної війни І (6 квітня 1985) та ІІ (6 листопада 1945) ступенів.
Протягом 1947—1953 років навчався у Львівському інституті прикладного та декоративного мистецтва, був учнем Стефанії Ґебус-Баранецької, Семена Лазеби. До 1958 року працював науковим співробітником у Львівському музеї українського мистецтва. Впродовж 1972—1975 років обіймав посаду заступника директора з наукової роботи Київського державного музею книги та книгодрукування України (один із засновників музею). З 1979 року — художній редактор естампного цеху Київського художнього комбінату Спілки письменників України.
Мешкав у Києві в будинку на вулиці Академіка Філатова № 10 а, квартира № 35, та у будинку на вулиці Волгоградській, № 33, квартира № 52. Помер у Києві 10 лютого 2003 року.

## Роботи
Автор праць:
- «Графічна шевченкіана» // Вітчизна. 1963. № 7–12; 1964. № 1–4;
- «Осип Петрович Курилас», Київ, 1963;
- «Український екслібрис», Київ, 1964;
- «Український радянський книжковий знак», 1965;
- «Стефанія Гебус-Баранецька», Київ, 1968;
- «Олена Кульчицька», Київ, 1969;
- «Українське народне весілля в творах українського, російського та польського образотворчого мистецтва XVII — XIX століття», Київ, 1970 (у співавторстві);
- «З української старовини: Альбом», Київ, 1991 (у співавторстві);
- «Українська графіка ХІ — початку ХХ століття: Альбом», Киїі, 1994.

Брав участь у колективних працях. Автор розділів у книгах:
- «Історія українського мистецтва»: «Гравюра XVI — першої половини XVII століття» (том 2, 1967; том 4, книга 1, 1969, книга 2, 1970);
- «Графіка Східної України кінця XVIII — першої половини ХІХ століття» (том 4, 1969, книга 1);
- «Графіка Східної України другої половини ХІХ — початку ХХ століття» (том 4, 1970, книга 2).

Першим з 1960-х років почав збирати й друкувати шевченкіану в екслібрисах. Його колекція містила понад 750 книжкових знаків переважно українських майстрів. Автор низки статей про екслібрис, зокрема «Книжкові знаки шевченкіани» // «Шевченківський словник», том 1, 1978. У Києві був організатором низки всеукраїнських виставок екслібриса, до яких випустив каталоги:
- «Український радянський екслібрис. 1918—1964» (1965);
- «Український радянський екслібрис. 1965—1967» (1971);
- альбом «Екслібриси українських художників» (1977);
- «Республіканська виставка екслібриса» (1998, співавтор).

Укладач ілюстрацій та автор коментарів до них у виданні «Доля. Книга про Тараса Шевченка в образах і фактах» (Київ, 1993). Також автор рисунків, офортів, літографій, ліногравюр, пейзажів.